# Aristida perniciosa
Aristida perniciosa är en gräsart som beskrevs av Karel Domin. Aristida perniciosa ingår i släktet Aristida och familjen gräs.
Artens utbredningsområde är Queensland. Inga underarter finns listade i Catalogue of Life.